# Uncharted
Uncharted — серія відеоігор жанру action-adventure, розроблена компанією Naughty Dog і виданих Sony Computer Entertainment для консолей PlayStation. Станом на травень 2016 року було продано понад 28 мільйонів копій ігор серії.

## Ігри
- Uncharted: Drake's Fortune (2007; PlayStation 3) — перша гра серії. Події розгортаються на острові в Тихому океані, на якому Дрейк намагається знайти скарби Ельдорадо.
- Uncharted 2: Among Thieves (2009; PlayStation 3) — дія гри відправляє Нейтана Дрейка слідами знаменитого мандрівника Марко Поло на пошуки міфічної країни Шамбали, де за переказами знаходиться камінь Чінтамані.
- Uncharted 3: Drake's Deception (2011; PlayStation 3) — у третій частині Нейт і Саллі шукають «Атлантиду пісків» в Аравійській пустелі.
- Uncharted: Golden Abyss (2011; PlayStation Vita) — пріквел першої частини серії для портативної консолі PlayStation Vita.
- Uncharted: Fight for Fortune (2012; PlayStation Vita) — гра в жанрі карткової стратегії.
- Uncharted: The Nathan Drake Collection (2015; PlayStation 4) — перевидання перших трьох частин для PlayStation 4. Включає підтримку роздільної здатності 1080p і частоту 60 кадрів в секунду.
- Uncharted: Fortune Hunter (2016; iOS, Android) — гра-головоломка для мобільних пристроїв.
- Uncharted 4: A Thief's End (2016; PlayStation 4) — Нейт зі своїм братом Семом і Саллі вирушають на пошуки Ліберталії.
- Uncharted: The Lost Legacy (2017; PlayStation 4) — спочатку планувалася як додаток для четвертої частини, але в підсумку стала повноцінною грою. Хлоя Фрейзер і Надін Росс вирушають до Індії на пошуки бивня Ганеші.

## Екранізація
До середини 2015 року, режисером картини був Сет Гордон. Раніше говорилося, що актор Марк Волберг покинув проєкт після того, як режисер Девід О. Расселл відмовився знімати фільм. Також до цього претендентом на головну роль був Натан Філліон. Продюсерами фільму значаться Аві Арад, Чарльз Ровен і Алекс Гартнер. Знімання фільму повинно було стартувати на початку 2015 року, а на екрани картину планувалося випустити 10 червня 2016 року, проте в червні 2015 Сет Гордон покинув режисерське крісло і доля проєкту опинилася під питанням. В серпні 2015 року Sony Pictures встановила дату прем'єри фільму на 30 червня 2017 року. Наприкінці 2016 року режисером фільму був призначений Шон Леві, а сценаристом Джо Карнаган. До початку 2017 року робота над сценарієм була закінчена. Знімання за планом повинно початися навесні 2017 року. У травні 2017 року стало відомо, що британський актор Том Голланд виконає роль молодого Нейтана Дрейка.
14 січня 2019 року Ден Трахтенберг був оголошений режисером картини. Однак 22 серпня 2019 року було оголошено, що він покинув виробництво фільму. У вересні 2019 року на його місце був призначений Тревіс Найт. Згодом Найт покинув проєкт і режисером став Рубен Флейшер.
У березні 2020 року Антоніо Бандерас, Софія Тейлор Алі і Таті Габріеллі приєдналися до акторського складу фільму, а Арт Макрум і Метт Холловей представили новий сценарій.

### Фанатський фільм
У липні 2018 року Нейтан Філліон виконав роль Дрейка в короткометражному фанатському фільмі Uncharted, також виступивши його продюсером. Разом з ним у картині знялися Стівен Ленг у ролі Саллі і Мірсі Монро у ролі Олени Фішер. Фільм викликав захват публіки, яка відзначала гру Філліона і ракурс знімання екшн-сцен, що імітує такий в іграх.

## Персонажі
| Персонаж                | Гра                        | Гра                        | Гра                            | Гра                        | Гра                        |  |
| Персонаж                | Uncharted: Drake's Fortune | Uncharted 2: Among Thieves | Uncharted 3: Drake's Deception | Uncharted 4: A Thief's End | Uncharted: The Lost Legacy |  |
| ----------------------- | -------------------------- | -------------------------- | ------------------------------ | -------------------------- | -------------------------- |  |
| Нейтан «Нейт» Дрейк     | Нолан Норт                 | Нолан Норт                 | Нолан Норт                     | Нолан Норт                 |                            |  |
| Елена Фішер             | Емілі Роуз                 | Емілі Роуз                 | Емілі Роуз                     | Емілі Роуз                 |                            |  |
| Віктор «Саллі» Салліван | Річард Макгонагл           | Річард Макгонагл           | Річард Макгонагл               | Річард Макгонагл           |                            |  |
| Аток Новарро            | Робін Аткін Даунс          |                            |                                |                            |                            |  |
| Габріель Роман          | Саймон Темплмен            |                            |                                |                            |                            |  |
| Едді Раджа              | Джеймс Сі                  |                            |                                |                            |                            |  |
| Хлоя Фрейзер            |                            | Клаудія Блек               | Клаудія Блек                   |                            | Клаудія Блек               |  |
| Гаррі Флінн             |                            | Стів Валентайн             |                                |                            |                            |  |
| Зоран Лазаревич         |                            | Грем Мактавіш              |                                |                            |                            |  |
| Карл Шефер              |                            | Рене Обержоноа             |                                |                            |                            |  |
| Тензін                  |                            | Пема Дондуп                |                                |                            |                            |  |
| Джефф                   |                            | Грегорі Мір                |                                |                            |                            |  |
| Лейтенант Драза         |                            | Майкл Бенейр               |                                |                            |                            |  |
| Чарлі Каттер            |                            |                            | Грем Мактавіш                  |                            |                            |  |
| Кетрін Марлоу           |                            |                            | Розалінд Ерс                   |                            |                            |  |
| Толбот                  |                            |                            | Робін Аткін Даунс              |                            |                            |  |
| Салім                   |                            |                            | Ти Джей Раміні                 |                            |                            |  |
| Рамзес                  |                            |                            | Саїд Бадрія                    |                            |                            |  |
| Самюел «Сем» Дрейк      |                            |                            |                                | Трой Бейкер                | Трой Бейкер                |  |
| Надін Росс              |                            |                            |                                | Лора Бейлі                 | Лора Бейлі                 |  |
| Рейф Адлер              |                            |                            |                                | Воррен Коул                |                            |  |
| Гектор Алькасар         |                            |                            |                                | Робін Аткін Даунс          |                            |  |
| Джеймсон                |                            |                            |                                | Брендон Скотт              |                            |  |
| Варгас                  |                            |                            |                                | Хемкі Мадера               |                            |  |
| Евелін                  |                            |                            |                                | Мерл Дендрідж              |                            |  |
| Кессі Дрейк             |                            |                            |                                | Кейтлін Девер              |                            |  |